# Мечеть Гышлаг
Мечеть Гышлаг — историко-архитектурный памятник, мечеть, расположенный в городе Шеки.
Здание было включено в список недвижимых памятников истории и культуры местного значения постановлением №132 Кабинета Министров Азербайджанской Республики от 2 августа 2001 года.

## История
Мечеть Гышлаг была построена в 19 веке в районе Гышлаг города Шеки. При строительстве мечети использовались речной камень и кирпич. Боковые и главный входные фасады трехнефной мечети выполнены из гладкого речного камня. Веранду мечети украшают 12 арок.
После советской оккупации Азербайджана они официально начали борьбу с религией в 1928 году. В декабре того же года Центральный Комитет Коммунистической партии Азербайджана передал многие мечети, церкви и синагоги на баланс клубов для использования их в просветительских целях. Если в 1917 году в Азербайджане было около 3000 мечетей, то к 1927 году их число сократилось до 1700, в 1928 году — до 1369, а в 1933 году — до 17. В этот период мечеть Гышлаг также была закрыта для богослужений. 
Мечеть была включена в список недвижимых памятников истории и культуры местного значения постановлением №132 Кабинета Министров Азербайджанской Республики от 2 августа 2001 года.
В настоящее время здание мечети не используется.

## Галерея

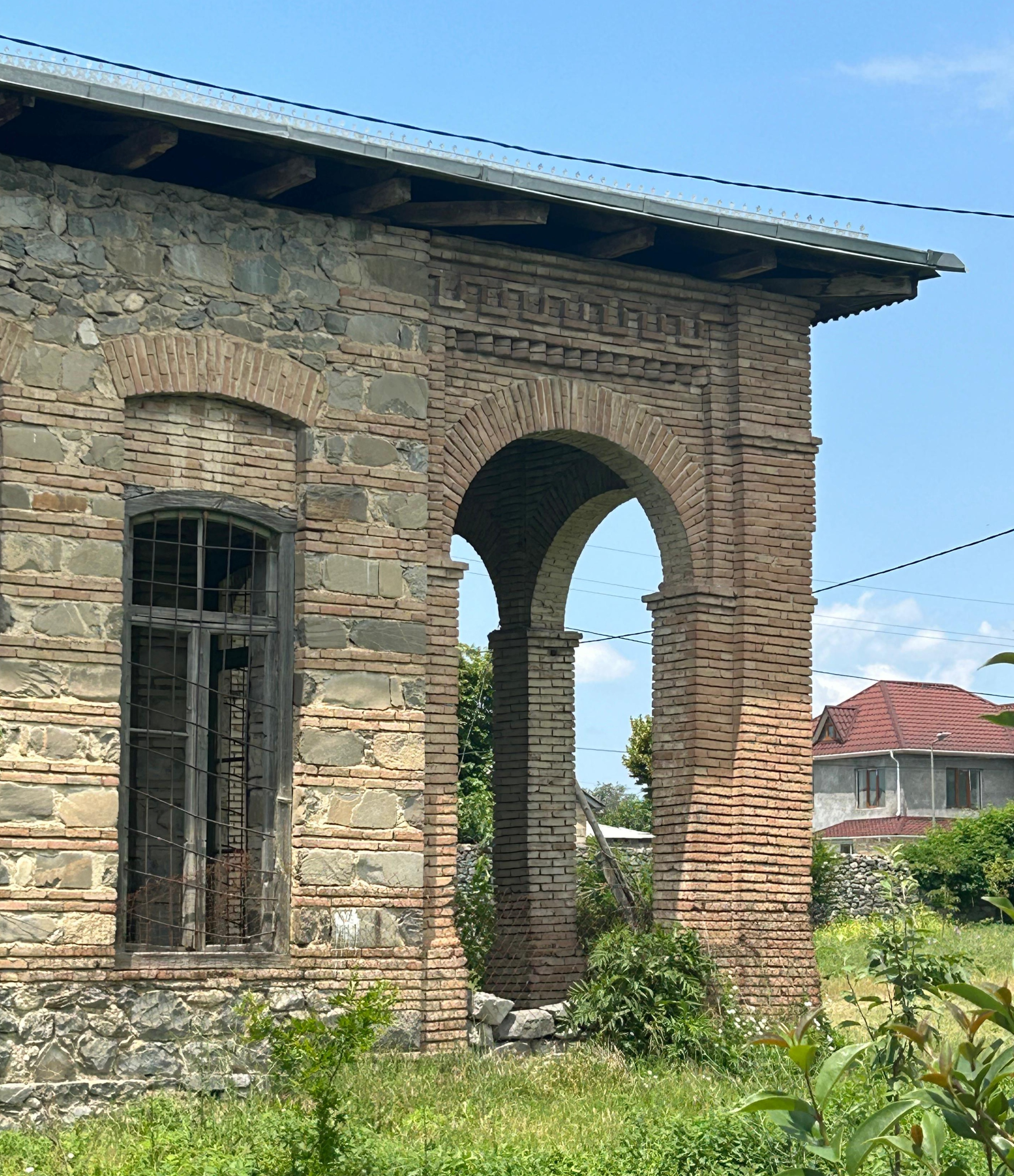
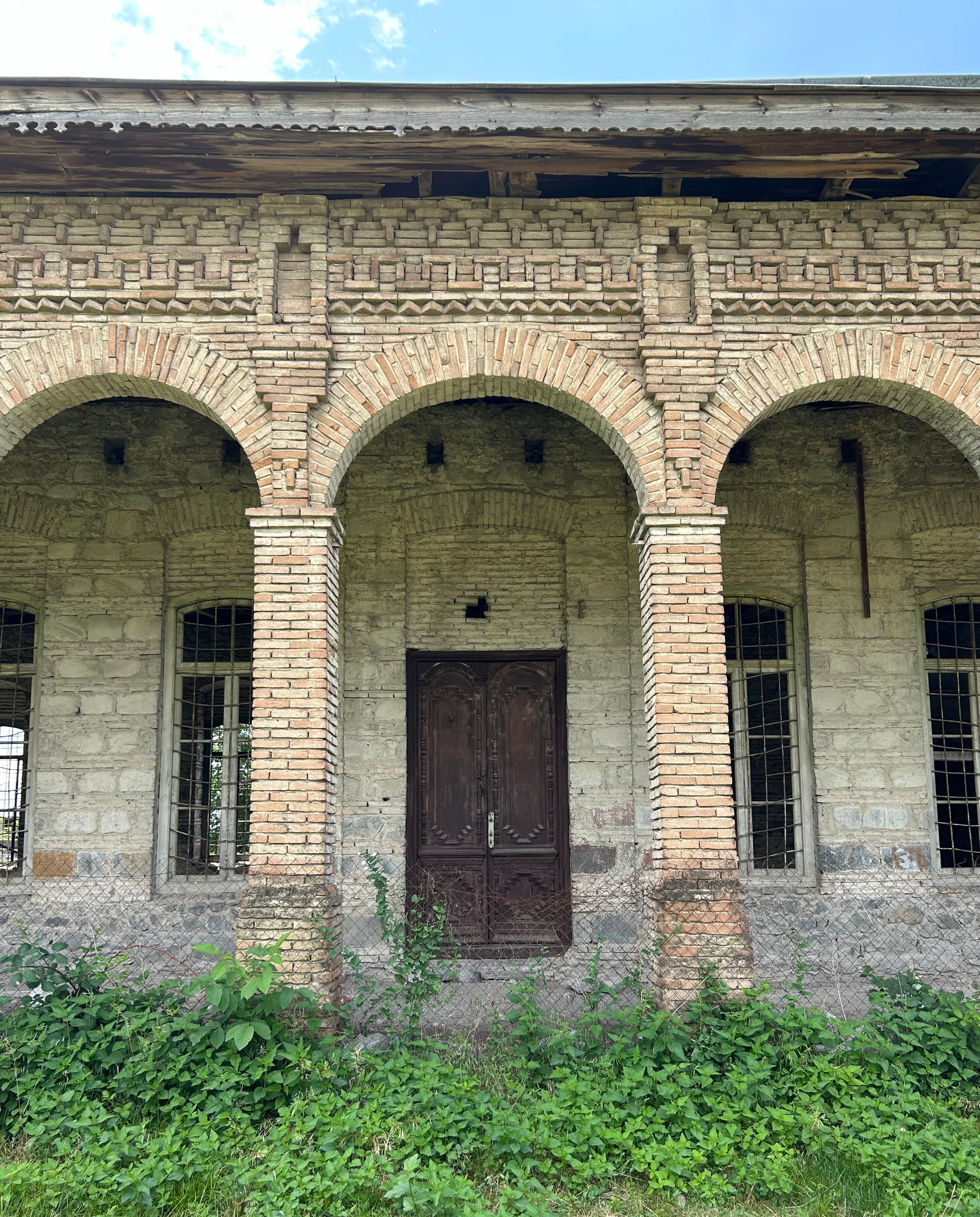
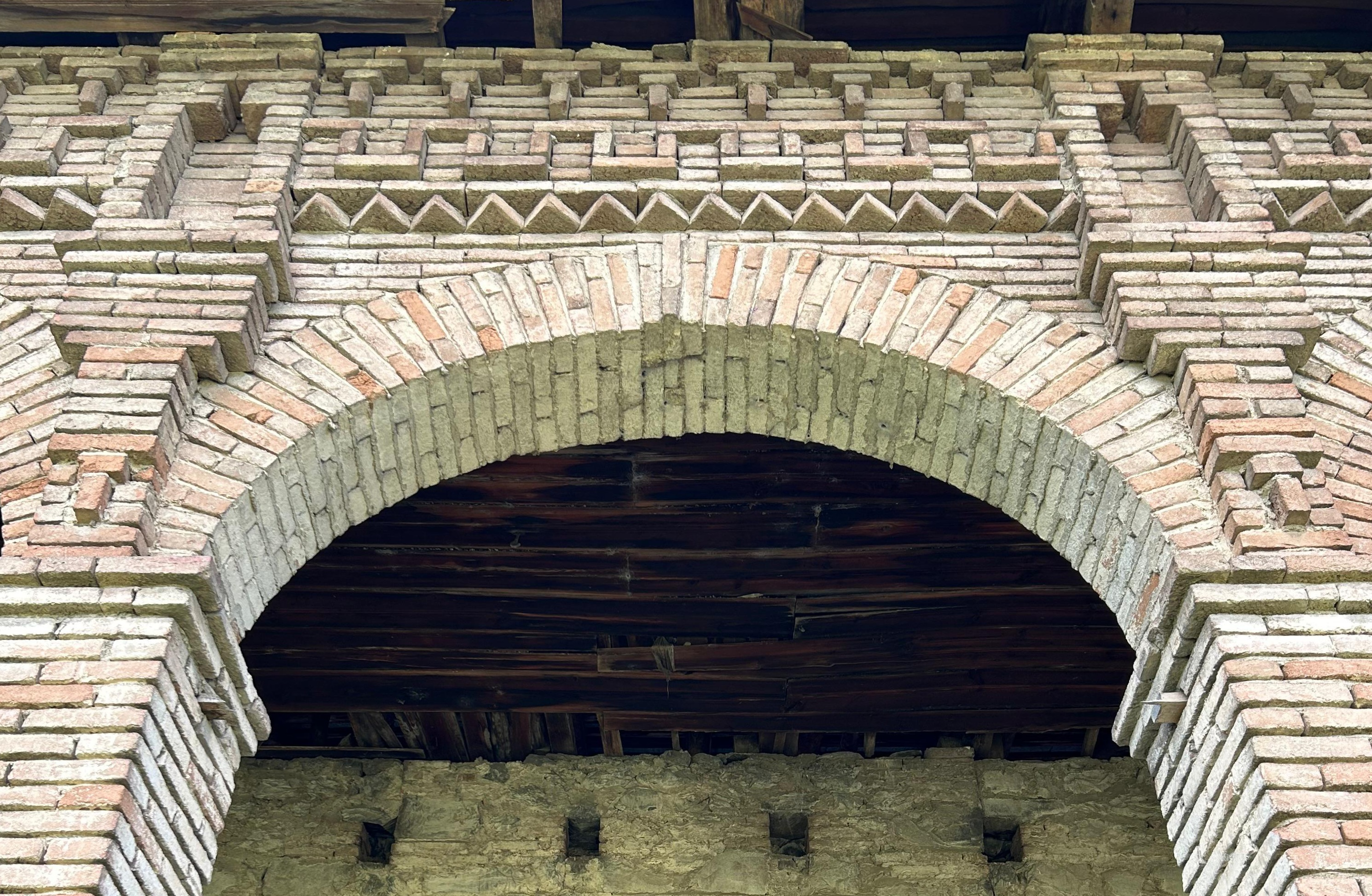
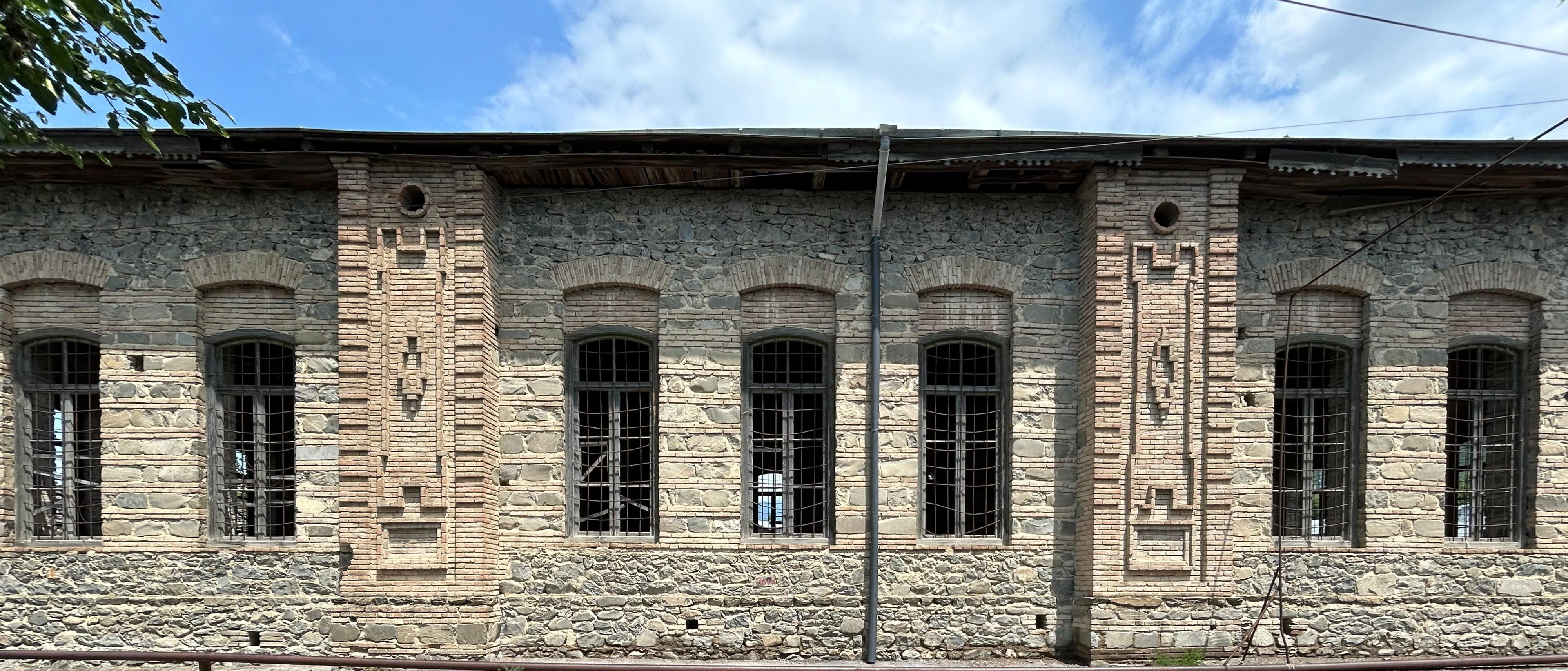
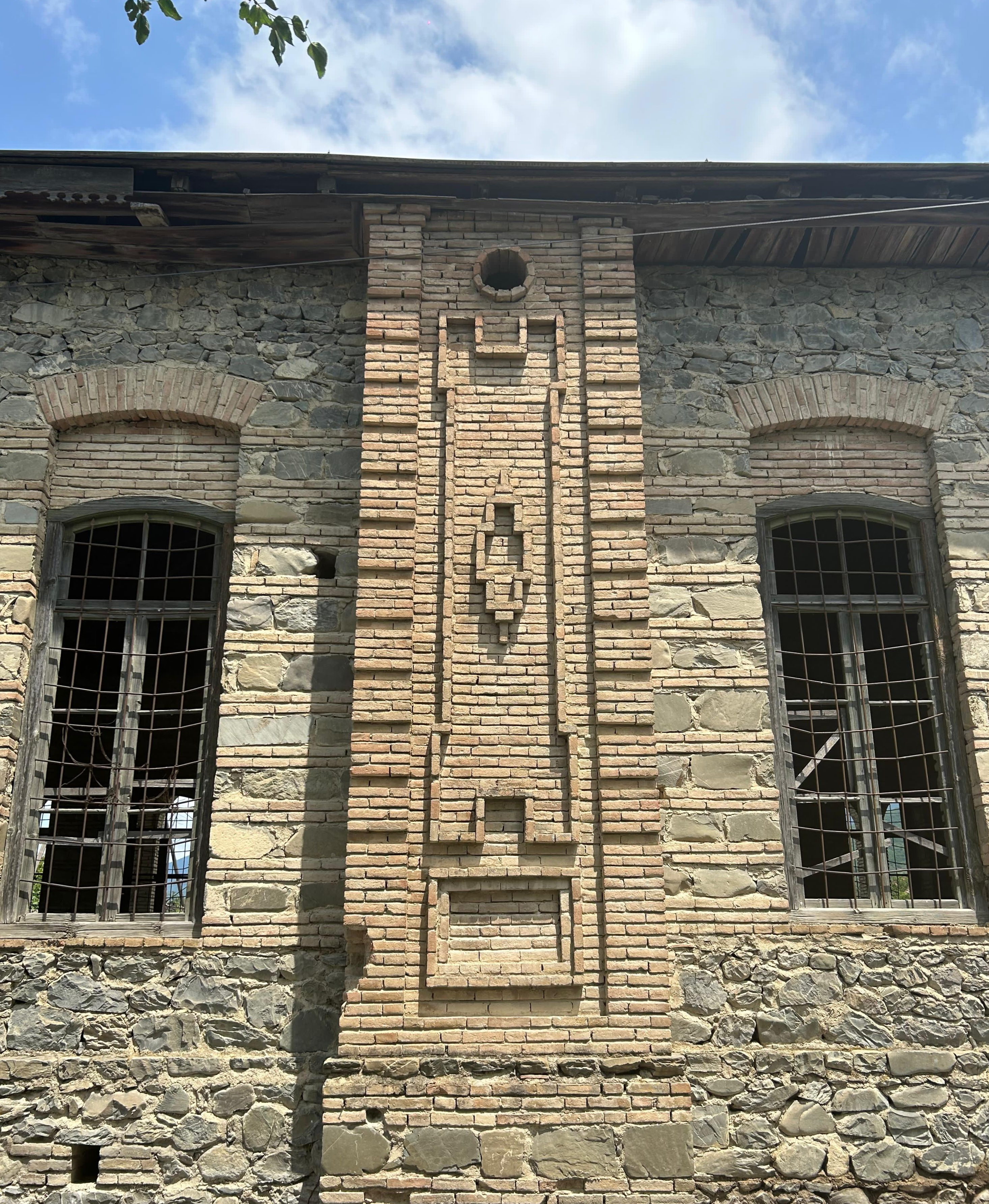
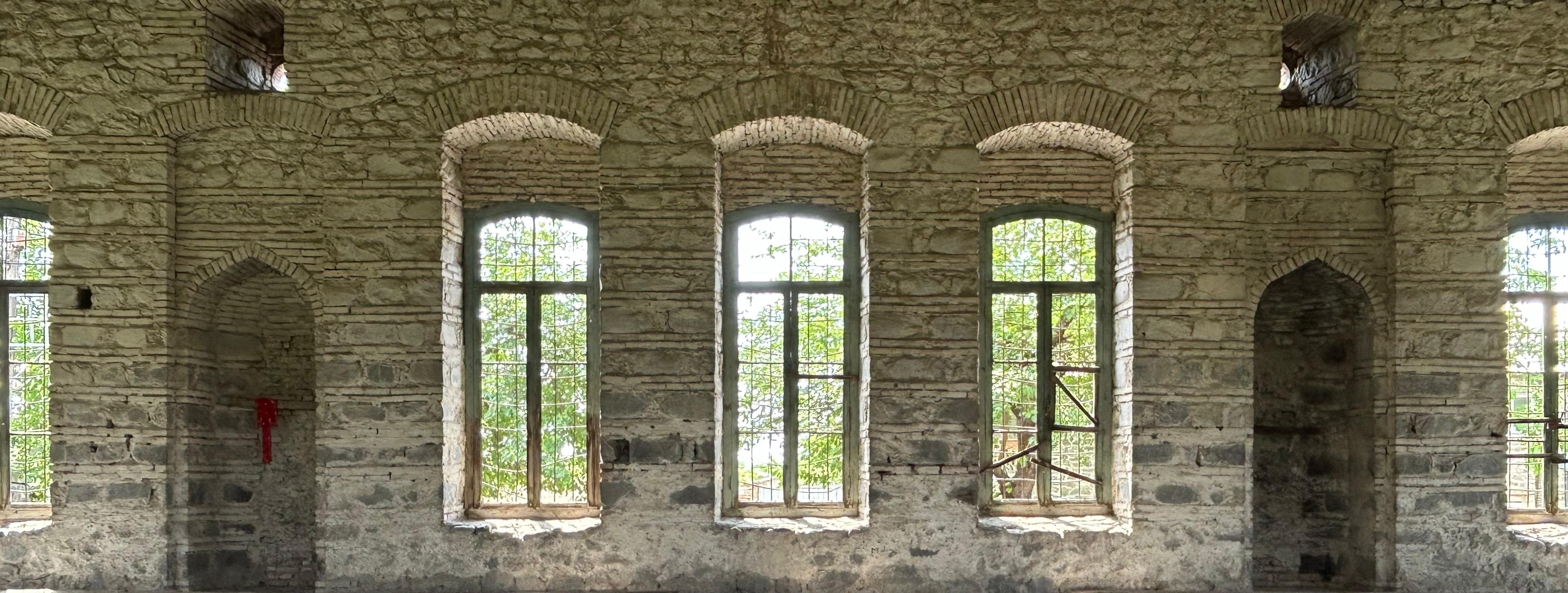
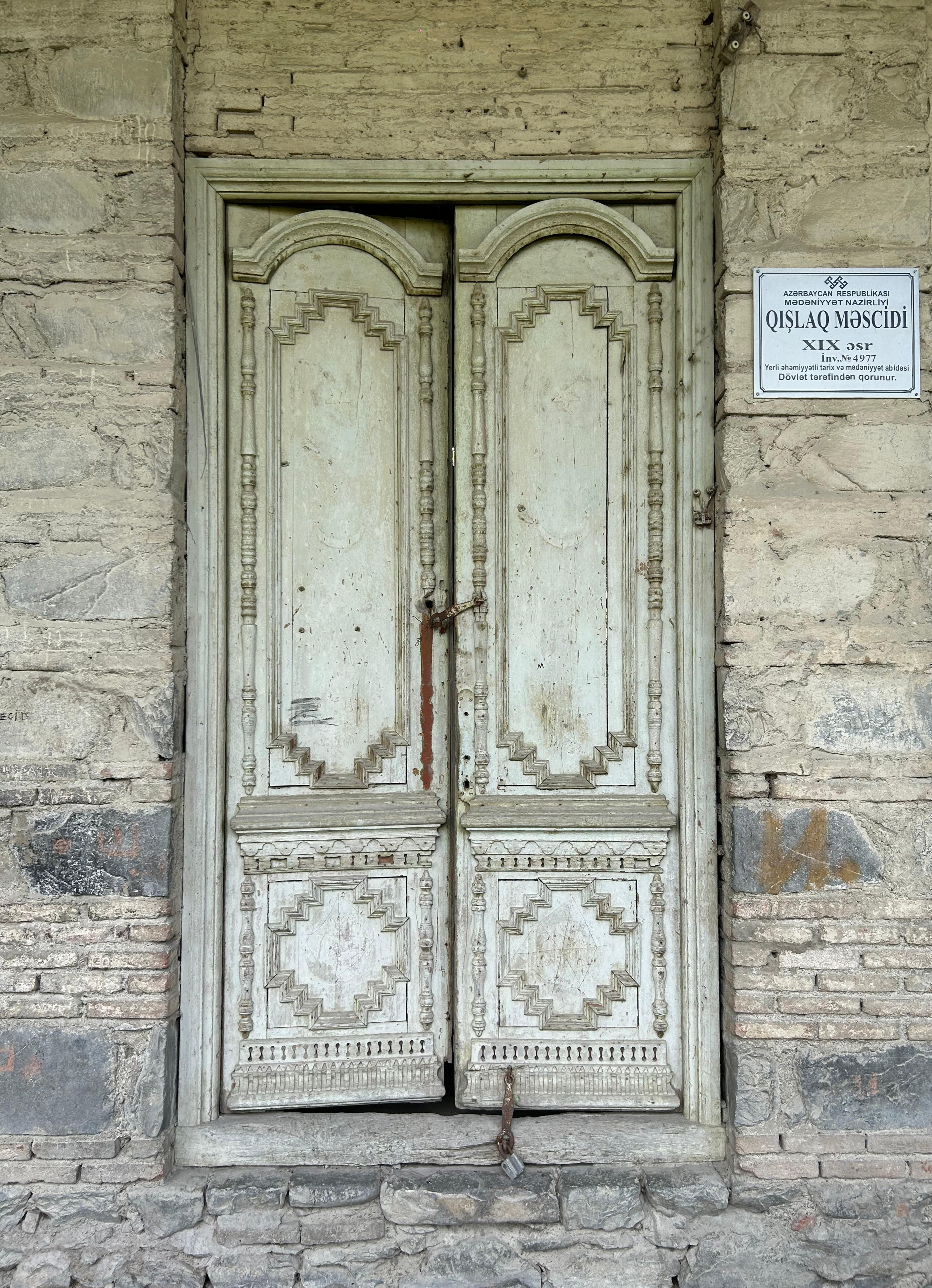